# Pimpla punicipes
Pimpla punicipes är en stekelart som beskrevs av Cresson 1874. Pimpla punicipes ingår i släktet Pimpla och familjen brokparasitsteklar. Inga underarter finns listade i Catalogue of Life.